# Campo Bom
Pour les articles homonymes, voir Campo.
Campo Bom est une ville brésilienne de la mésorégion métropolitaine de Porto Alegre, capitale de l'État du Rio Grande do Sul, faisant partie de la microrégion de Porto Alegre et située à 57 km au nord de Porto Alegre. Elle se situe à une latitude de 29° 40′ 44″ sud et à une longitude de 51° 03′ 11″ ouest, à 29 m d'altitude. Sa population était estimée à 60 081 en 2007, pour une superficie de 61 km2. L'accès s'y fait par la RS-239.
La ville tient l'origine de son nom de la qualité des pâturages de cette région (Campo Bom = "bon champ", en français) et à l'abondance en eau qui permettaient aux anciens vachers passant par la région de s'installer avec leurs animaux, profitant de la douceur et de la tranquillité du lieu. 

## Histoire
La municipalité de Campo Bom était une colonie de São Leopoldo, habitée par des amérindiens populairement appelés Bugres (ethnie Kaingang). L'occupation par les immigrants européens commence à partir de 1814.
Entre décembre 1825 et janvier 1826, des familles allemandes arrivent par le Rio dos Sinos, en débarquant à Porto Blos.
Les terres campobonsenses, avant la l'installation de la colonie allemande de São Leopoldo, en 1824, servaient de lieu de passage pour les troupeaux de bétail qui descendaient de la Serra Geral et des Campos de São Francisco et Vacaria, en direction de la capitale de la   province. Ce sont les vachers qui donnèrent son nom à la zone de Campo Bom.
En 1926, Campo Bom devient Vila (hameau), et, l'année suivante, elle est considérée 2e District de São Leopoldo.
Le 31 janvier 1959, Campo Bom s'émancipe de São Leopoldo.

## Économie
Campo Bom est le plus important producteur de pousses de légumes de l'État. Mais sa principale activité économique reste la production de chaussures.
- Revenu per capita (2000) : R$ 869,70 (Change 2000 : R$1,00 = 4,00 FF)
 Source : Atlas du Développement Humain/PNUD - 2000
- PIB per capita (2003) : R$ 20,730 (Change 2010 : 1,00€ = R$2,50) Source : FEE

## Maires
| Période | Période | Identité               | Étiquette | Qualité              |
| ------- | ------- | ---------------------- | --------- | -------------------- |
| 2000    | 2004    | Giovani Batista Feltes | PMDB      | élu avec 21.315 voix |
| 2004    | 2008    | Giovani Batista Feltes | PMDB      | élu avec 17.255 voix |
| 2008    | 2012    | Faisal Mothci Karam    | PMDB      | élu avec 23.577 voix |

## Démographie
- Espérance de vie : 78,92 ans (2000) Source : FEE
- Coefficient de mortalité infantile (2005) : 6,76 pour 1000 Source : FEE
- Taux d’analphabétisme (2000) : 4,88 % Source : FEE
- Croissance démographique (2005) : 1,43 % par an
- Indice de Développement Humain (IDH) : 0,857
Source : Atlas du Développement Humain/PNUD - 2000
- 50,61 % de femmes
- 49,39 % d'hommes
- 95,96 % de la population est urbaine
- 4,04 % de la population est rurale

## Villes voisines
- Dois Irmãos
- Sapiranga
- Novo Hamburgo